# Kościół Bongsu
Kościół Bongsu (lub Pongsu) (kor. 봉수교회) – jeden z czterech legalnie działających kościołów chrześcijańskich w Pjongjangu. Oficjalnie jest to kościół protestancki.
Świątynia powstała w roku 1988. Był to pierwszy kościół wybudowany w Korei Północnej od czasów zakończenia okupacji japońskiej. W 2008 roku przeniesiony został do nowego budynku, którego budowa była współfinansowana przez południowokoreański Kościół Prezbiteriański.
W kościele dwukrotnie gościł i głosił kazanie amerykański ewangelista Billy Graham – po raz pierwszy w 1992 roku, a następnie w roku 1994. W roku 2000 kazanie w nim wygłosił syn Billy’ego Grahama, także pastor, Franklin Graham. W sierpniu 2014 w kościele odbyło się nabożeństwo poświęcone pokojowi i zjednoczeniu Korei. W nabożeństwie tym udział wzięły delegacje Światowej Rady Kościołów oraz Narodowej Rady Kościołów z Korei Południowej.
Kościół określany jest jako protestancki, bez konkretnej przynależności wyznaniowej. Należy do Koreańskiej Federacji Chrześcijańskiej kontrolowanej przez rząd. Nabożeństwa niedzielne otwarte są dla turystów. Podobnie jak pozostałe oficjalnie działające w Korei kościoły, uważany jest za służący dla celów propagandowych, mających ukazywać wolność religijną w Korei Północnej.